# Tony McCarroll
Anthony "Tony" McCarroll (n. 4 iunie 1971) este un baterist englez și unul din membrii fondatori ai trupei engleze de rock, Oasis pentru care a cântat din 1991 până în aprilie 1995. 